# National Championships
De National Championships (sponsornaam Toyota National Championships) zijn de officiële verzamelnaam voor verschillende voetbaltoernooien voor amateurclubs die jaarlijks georganiseerd worden door de Canadese voetbalbond. Het zijn de grootste amateursportcompetities in Canada.
De belangrijkste toernooien zijn de Challenge Trophy (mannen) en Jubilee Trophy (vrouwen) waarin de beste amateurteams van iedere provincie het tegen elkaar opnemen. Ook verschillende jongeren- en seniorentoernooien maken deel uit van de National Championships.

## Geschiedenis
De Challenge Trophy, de nationale voetbalbeker voor mannenteams, werd voor het eerst gehouden in 1913. Sinds 1982 heeft de Challenge Trophy ook een tegenhanger voor vrouwen: de Jubilee Trophy. Er werd beslist om deze beide bekers vanaf 1985 steeds op hetzelfde moment en op dezelfde locatie te organiseren, waardoor er voor het eerst sprake was van meervoudige "nationale kampioenschappen". Er ontstond sindsdien dus een overkoepelende organisatie voor beide toernooien, waarbij gauw ook de nationale jongeren- en seniorentoernooien gevoegd werden.

## Toernooien
Alle jongerentoernooien zijn net als de Challenge en Jubilee Trophy nationaal georganiseerd. De seniorentoernooien zijn daarentegen niet zuiver nationaal daar er een westelijk en een oostelijk toernooi bestaat. De jongeren- en seniorentoernooien worden in andere speelsteden gehouden dan de Challenge en Jubilee Trophy maar zijn voorts evenwaardige onderdelen van de National Championships. Ze vormen voor amateurvoetballers van iedere leeftijd en geslacht het hoogst haalbare in Canada.
| Clubtoernooi             | Mannen                                           | Vrouwen                                            |
| ------------------------ | ------------------------------------------------ | -------------------------------------------------- |
| Volwassenen              | Challenge Trophy                                 | Jubilee Trophy                                     |
| -17-jarigen              | Boys Club Championship U17 Cup                   | Girls Club Championship U17 Cup                    |
| -15-jarigen              | Boys Club Championship U15 Cup                   | Boys Club Championship U15 Cup                     |
|                          |                                                  |                                                    |
| Senioren (seminationaal) | Masters Men's Eastern National Club Championship | Masters Women's Eastern National Club Championship |
| Senioren (seminationaal) | Masters Men's Western National Club Championship | Masters Women's Western National Club Championship |